# Christian von Faber-Castell
Christian Albrecht Bernhard Konstantin von Faber-Castell (* 17. Mai 1950 in Konstanz) ist ein Schweizer Journalist, Fotograf und Autor.

## Leben
Christian von Faber-Castell ist der Sohn des Roland Graf von Faber-Castell und dessen Frau, Nina Gräfin von Faber-Castell, geborene von Sprecher-Bernegg. Sein Bruder war der deutsche Unternehmer Anton Wolfgang Graf von Faber-Castell. Nach dem Besuch der Primarschule in Küsnacht und des altsprachlichen Gymnasiums am Lyceum Alpinum in Zuoz legte er 1969 die eidgenössische Matura in St. Gallen ab. Bis zum zweiten Vordiplom studierte er Mathematik und Physik an der ETH Zürich. Er wechselte zur Universität Zürich, wo er sein Studium in Chemie fortsetzte. Von 1987 bis 2002 diente er im Seerettungsdienst der Zürichseeanliegergemeinde Küsnacht/ZH. 
Er befasst sich als Journalist und Korrespondent mit dem Schweizerischen und mit dem Internationalen Kunstmarkt. Seit 1975 verfasst er für die Zeitung Finanz und Wirtschaft wöchentlich eine Seite zum Geschehen auf dem schweizerischen und internationalen Kunstmarkt. Darüber hinaus berichtet er als Kunstmarktkorrespondent des Handelsblattes und der Kunsthandelszeitschrift Weltkunst sowie früher des in New York erscheinenden ArtNewsletter über den Schweizer Kunstmarkt. Zudem schreibt er über aktuelle Themen aus Wissenschaft und Technik.
Er ist seit 1985 mit der Lehrerin und Journalistin Barbla Mani (* 1951) verheiratet. Mit seiner Frau hat er seit 1991 eine Tochter. Er lebt in Küsnacht bei Zürich.

## Werke (Auswahl)
- Alte Bücher. Heyne, München 1980, ISBN 3-453-41374-1.
- (mit Andreas Maurer) Reklame-Schilder. Verlags-Gruppe Deutscher Fachverlag, Frankfurt am Main 1987, DNB 992124905.
- (Mitherausgeber) BilderLust. Erotische Photographien aus der Sammlung Uwe Scheid. Ausstellungskatalog. Edition Braus, Heidelberg 2000, ISBN 3-926318-67-8.
- (Mitverfasser) Five continents: Gabriela von Habsburg. Bildband. Franke, Aarburg 2001, ISBN 3-905639-04-1.
- (Text und Konzept) Koller. 50 Jahre Kunsthandel und Auktionen. Werd-Verlag, Zürich 2008, ISBN 978-3-85932-606-4.